# Physique
Cet article possède des paronymes, voir Phtisique et Phyrique.
Pour les articles homonymes, voir Physique (homonymie).
La physique est une science qui étudie, modélise et formalise les phénomènes naturels de l'Univers. Elle correspond à l'étude du monde qui nous entoure sous toutes ses formes, des lois de ses variations et de leur évolution.
La physique développe des représentations du monde expérimentalement vérifiables dans un domaine de définition donné. Elle produit plusieurs lectures du monde, chacune n'étant considérée comme précise que jusqu'à un certain point. La modélisation des systèmes physiques peut inclure ou non les processus chimiques et biologiques.
La physique telle que conceptualisée par Isaac Newton, aujourd'hui dénommée physique classique, ne donne pas d'explication satisfaisante sur des phénomènes naturels comme le rayonnement du corps noir (catastrophe ultraviolette) ou les anomalies de l'orbite de la planète Mercure, ce qui pose un réel problème aux physiciens. Les tentatives effectuées pour comprendre et modéliser les phénomènes nouveaux auxquels on accède à la fin du XIXe siècle révisent en profondeur le modèle newtonien pour donner naissance à deux nouveaux ensembles de théories physiques. Il existe donc aujourd'hui trois ensembles de théories physiques établies, chacun valide dans le domaine d'applications qui lui est propre :
- la physique classique (milieux solides, liquides et gazeux), toujours d'actualité, s'applique, par exemple, à la construction des immeubles, des centrales électriques et des avions. Elle utilise les anciennes notions de temps, d'espace, de matière et d'énergie telles que définies par Newton ;
- la physique quantique (monde microscopique des particules et des champs) s'applique, par exemple, à la technologie utilisée pour la production des composants électroniques (la diode à effet tunnel par exemple) ou aux lasers. Elle se fonde sur de nouvelles définitions de l'énergie et de la matière, mais conserve les anciennes notions de temps et d'espace de la physique classique. La physique quantique n'a jamais été prise en défaut ;
- la relativité générale (monde macroscopique des planètes, des trous noirs et de la gravité) s'applique, par exemple, à la mise au point et au traitement de l'information nécessaire au fonctionnement des systèmes GPS. Elle se fonde sur de nouvelles définitions du temps et de l'espace, mais conserve les anciennes notions d'énergie et de matière de la physique classique, ces deux dernières étant contredites par la physique quantique. La relativité générale n'a jamais été prise en défaut[a].

La physique classique, fondée sur des théories antérieures à la relativité et aux quanta, reste correcte quand :
- la discontinuité des niveaux d'énergie ne se manifeste pas de façon quantitativement significative ;
- les vitesses sont très inférieures à la vitesse de la lumière dans le vide ;
- le champ gravitationnel est suffisamment peu intense.

Elle doit être remplacée par la physique quantique quand la première condition n'est pas remplie (par la physique quantique relativiste quand la deuxième ne l'est pas non plus). Elle doit être remplacée par la relativité restreinte quand seule la deuxième condition n'est pas remplie, et par la relativité générale quand la troisième ne l'est pas. Il n'existe actuellement aucune théorie physique aboutie s'appliquant aux situations où la première et la troisième conditions ne sont pas remplies (gravité quantique), mais de telles situations ne se produisent pas dans la pratique et sont même actuellement hors de portée de l'expérimentation.
La physique classique est en continuité avec la relativité restreinte (elle en est un cas particulier pour les vitesses faibles devant la vitesse de la lumière), avec la relativité générale (elle en est un cas particulier pour les champs gravitationnels suffisamment peu intenses) et avec la physique quantique (elle en est un cas particulier quand la discontinuité des niveaux d'énergie peut être négligée), mais on sait que la relativité générale et la physique quantique sont contradictoires. Leur remplacement par une théorie cohérente est aujourd'hui le principal problème de la physique théorique, par souci de cohérence logique et parce que la première et la troisième conditions ne sont pas remplies dans l'Univers primordial (Big Bang) ni à proximité d'un trou noir.
Les divisions anciennes en vigueur à la fin du XIXe siècle : mécanique, calorique, acoustique, optique, électricité, magnétisme sont complétées ou remplacées par : 
- la taille des éléments de structure au centre de la modélisation : particules élémentaires, noyaux atomiques, atomes, molécules, macromolécules ou polymères, grains de matière… ;
- les caractères des interactions à l'origine des phases ou états de la matière : plasma, fluide supercritique, gaz, liquide, solide.

La physique est née avec les expériences répétées de Galilée qui n'accepte, au-delà des principes et des conventions issus des schémas mathématiques, que des résultats mesurables et reproductibles par l'expérience. La méthode choisie permet de confirmer ou d'infirmer les hypothèses fondées sur une théorie donnée. Elle décrit de façon quantitative et modélise les êtres fondamentaux présents dans l'Univers, cherche à décrire le mouvement par les forces qui s'y exercent et leurs effets. Elle développe des théories en utilisant l'outil des mathématiques pour décrire et prévoir l'évolution de systèmes.

## Terminologie
Le terme physique vient du grec φυσική / physikế adopté dans le monde gréco-romain, signifiant « connaissance de la nature ». En latin, la physika ou physica gréco-romaine est étymologiquement ce qui se rapporte à la nature ou précisément le savoir harmonieux et cyclique sur la nature dénommée φύσις / phusis. Dans un sens général et ancien, la physique désigne la connaissance de la nature qui se perpétue en restant essentiellement la même avec le retour des saisons ou des générations vivantes. L'ouvrage Physica d'Aristote (384-322 av. J.-C.) reprend cette terminologie.
Le terme ancien est perpétué par la tradition de la philosophie antique. Selon Platon[réf. nécessaire], la physique est l'une des trois parties de l'enseignement de la philosophie, aux côtés de l'éthique et de la logique. Selon son élève Aristote, la philosophie se divise en philosophie théorétique, philosophie pratique et philosophie poétique ; la physique est une des trois parties de la philosophie théorétique, aux côtés des mathématiques et de la théologie. Quand Aristote écrit un livre sur La Physique, ce qui échappe à la triple catégorisation et ne peut être catalogué dans la physique est dévolu à la métaphysique, c'est-à-dire, au sens étymologique, à ce qui va au-delà de la physique.
Au XIIe siècle, le mot savant physique est attesté en ancien français sous la double forme fusique dès 1130 ou fisique. Il a un double sens : 
- la médecine se nomme fusique. Son praticien, un médecin ou autrefois un apothicaire, est dénommé fisicien dès 1155. En anglais, le terme subsiste avec la graphie physician.
- la fisique est aussi la connaissance des choses de la nature. Le praticien ne soigne-t-il pas avec les dons de la nature, les herbes et les plantes, les substances minérales, animales ou végétales ?

À la fin du quattrocento (XVe siècle), il apparaît en tant qu'adjectif. Loys Garbin le cite dans son vocabulaire latin-français publié à Genève en 1487, où il désigne « ce qui se rapporte à la nature » mais le substantif s'affirme comme science des choses naturelles. L'adjectif reste d'emploi rare avant le XVIIe siècle. Le mot physique désigne alors les « connaissances concernant les causes naturelles » , son étude apporte l'expression « philosophie naturelle » selon un corpus universitaire gardé par Isaac Newton, auteur des principes mathématiques de philosophie naturelle. C'est le sens de René Descartes et de ses élèves Jacques Rohault et Régis. Elle correspond alors aux sciences naturelles ou encore à la philosophie naturelle.
Des chaires de philosophie naturelle sont établies dans certaines universités, notamment au Royaume-Uni (Oxford, Édimbourg, etc.). À Paris, on compte par exemple une chaire de philosophie naturelle au collège de Clermont, occupée notamment par Ignace-Gaston Pardies. Maxwell occupe quelque temps une semblable chaire à Édimbourg où l'enseignement reste un fourre-tout indigeste.
Au XVIIIe siècle, la physique désigne clairement en français la science expérimentale.
La signification ancienne de cette physique ne convient plus aux actuelles sciences dites « exactes » que sont la physique, la chimie et la biologie, cette dernière étant la plus tardive héritière directe des sciences naturelles.

## Histoire

### Époque moderne

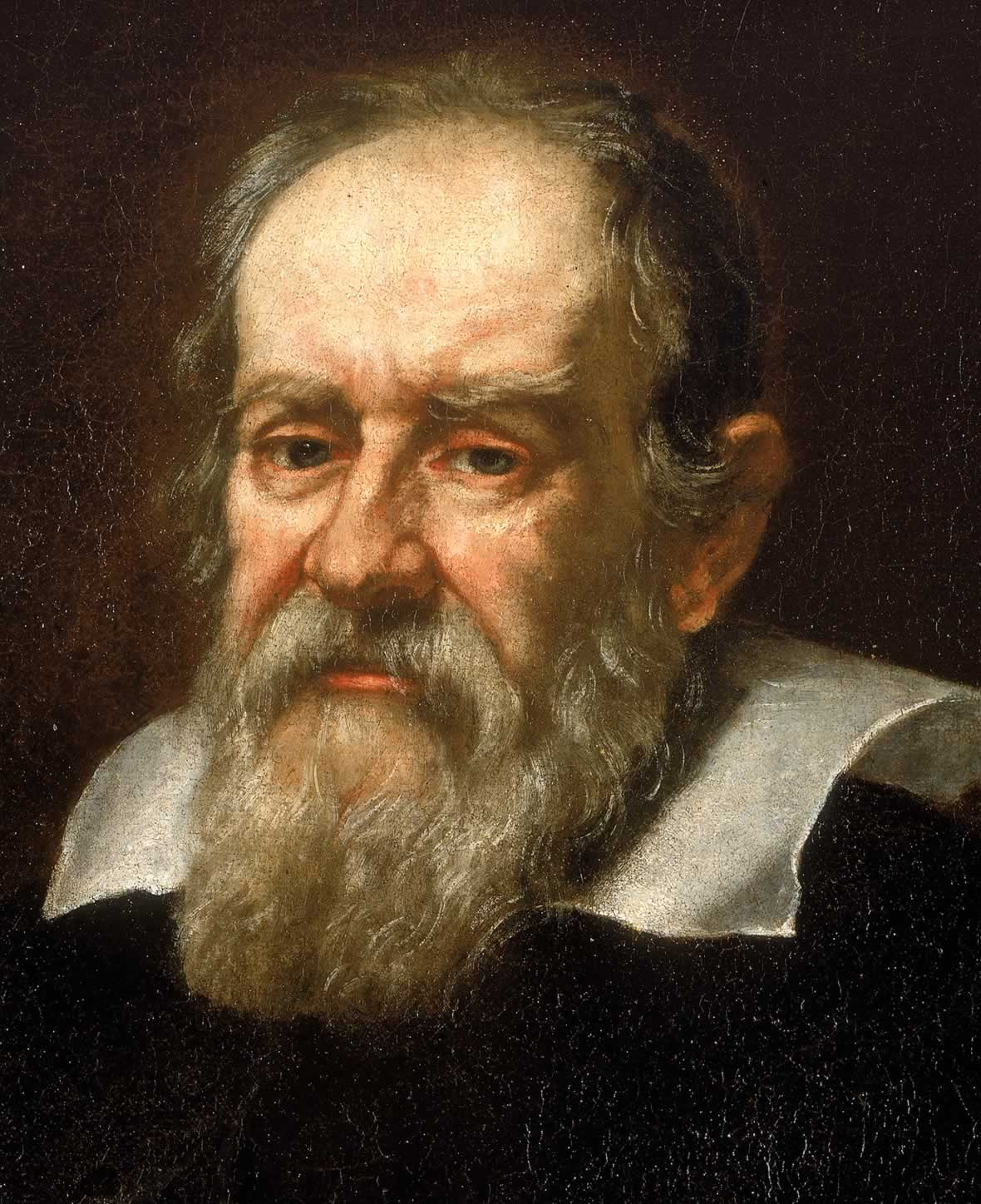
Portrait de Galileo Galilei par Giusto Sustermans en 1636.

Le mot physique prend son sens moderne, plus restreint que le sens originel, au début du XVIIe siècle avec Galilée. Selon lui, les lois de la nature s'écrivent en langage mathématique. Il découvre plusieurs lois, comme l'inertie et la relativité des vitesses qui contredisent le sens commun.
L'élève de Galilée, Evangelista Torricelli, montre que la science ne se contente pas de calculer des trajectoires balistiques, mais elle peut aussi expliquer des phénomènes singuliers qu'on lui soumet et mettre au point des techniques. Les fontainiers de Florence ne parvenaient pas à hisser par une seule puissante pompe aspirante l'eau de l'Arno à des hauteurs dépassant trente-deux pieds, soit une dizaine de mètres. Torricelli, consulté par ses maîtres artisans dépités, constate avec eux le fait troublant, mais en procédant par expérience, il découvre le vide et détermine les capacités maximales d'élévation d'une batterie de pompes.
À l'université de Paris, l'aristotélisme fournit un classement des natures et causes des phénomènes observés, et ordonne la Nature de manière rigoureuse dans les cours de philosophie naturelle jusque dans les années 1690, à partir desquelles il est progressivement remplacé par un cartésianisme sophistiqué, notamment grâce à l'ouverture du collège des Quatre-Nations et les cours d'Edme Pourchot.
Les pionniers de la modélisation scientifique parmi lesquels le Français Descartes et plusieurs expérimentateurs des Pays-Bas ou d'Angleterre contribuent à diffuser les bases de la physique mathématisée qui atteint son apogée en Angleterre avec Isaac Newton.
Dans la première édition du Dictionnaire de l'Académie française, datant de 1694, le nom « physique » est désigné comme la « science qui a pour objet la connaissance des choses naturelles, ex : La physique fait partie de la philosophie;la physique est nécessaire à un médecin ». L'adjectif « physique » est défini, en outre, comme signifiant « naturel, ex : l'impossibilité physique s'oppose à l'impossibilité morale ». Ce n'est que dans sa sixième édition (1832-1835) que le sens moderne de « physique » apparaît, le terme est défini comme la « science qui a pour objet les propriétés accidentelles ou permanentes des corps matériels, lorsqu'on les étudie sans les décomposer chimiquement. ». Enfin dans sa huitième édition (1932-1935), la physique est définie comme la « science qui observe et groupe les phénomènes du monde matériel, en vue de dégager les lois qui les régissent.»
Le Littré donne des définitions apparemment précises. En tant qu'adjectif, il définit les phénomènes physiques comme « ceux qui ont lieu entre les corps visibles, à des distances appréciables, et qui n'en changent pas les caractères » et les propriétés physiques, comme « qualités naturelles des corps qui sont perceptibles aux sens, telles que l'état solide ou gazeux, la forme, la couleur, l'odeur, la saveur, la densité, etc. ». Les sciences physiques sont définies comme « celles qui étudient les caractères naturels des corps, les forces qui agissent sur eux et les phénomènes qui en résultent ». En tant que nom, la physique est définie comme « science du mouvement et des actions réciproques des corps, en tant que ces actions ne sont pas de composition et de décomposition, ce qui est le propre de la chimie ».
La notion actuelle de science en tant qu'« ensemble ou système de connaissances sur une matière » date seulement du XVIIIe siècle. Avant cette époque, le mot « science » signifiait simplement « la connaissance qu'on a de quelque chose » (science et savoir ont la même étymologie) et la notion de scientifique n'existait pas. À l'inverse, le terme « philosophie » désigne dans son sens ancien « l'étude des principes et des causes, ou le système des notions générales sur l'ensemble des choses », les sciences naturelles étaient donc le résultat de la philosophie naturelle (voir l'exemple du titre de la revue Philosophical Transactions).
L'expression « sciences physiques » désigne actuellement l'ensemble formé par la physique (dans son sens moderne) et la chimie, cette expression prend son sens actuel en France au début du XIXe siècle, en même temps que le mot « science » prend le sens d'« ensemble formé par les sciences mathématiques, physiques et naturelles ». Auparavant, l'expression « sciences physiques » était un simple synonyme de l'expression « sciences naturelles ».

### Physique moderne
La physique moderne connaît une révolution de pensée à l'entrée du XXe siècle avec la découverte de la relativité restreinte, qui change le concept du temps, et l'introduction de la mécanique quantique qui bouleverse la notion de réalité.
En 1903, Marie Curie et Pierre Curie partagent avec Henri Becquerel le prix Nobel de physique pour leurs recherches sur les radiations (radioactivité, rayonnement corpusculaire naturel).

## État actuel

### Disciplines
La recherche en physique contemporaine se divise en diverses disciplines qui étudient différents aspects du monde physique.
| Domaine(s)                                               | Disciplines | Principales théories                                                               | Quelques concepts |
| -------------------------------------------------------- | --- | ---------------------------------------------------------------------------------- | --- |
| Astrophysique et mécanique                               | Cosmologie, Planétologie, Physique des plasmas, Astroparticules                                                                                           | Big Bang, Inflation cosmique, Relativité générale, Matière noire, Rayons cosmiques | Trou noir, Galaxie, Gravité, Onde gravitationnelle, Planète, Système solaire, Étoile, Univers                                                                              |
| Physique quantique et Physique ondulatoire               | Physique atomique, Physique moléculaire, Optique, Photonique                                                                                              | Optique quantique                                                                  | Diffraction, Onde électromagnétique, Laser, Polarisation, Interférences |
| Physique des particules                                  | Accélérateur de particules, Physique nucléaire | Modèle standard, Théorie de grande unification, Théorie des cordes, Théorie M      | Interaction élémentaire (Gravitation, Électromagnétisme, Interaction faible, Interaction forte), Particule élémentaire, Antiparticule, Spin, Brisure spontanée de symétrie |
| Physique statistique et Physique de la matière condensée | Thermodynamique, Physique du solide, Science des matériaux, Physique des polymères, Matière molle, Physique mésoscopique, Système désordonné, Biophysique | Supraconductivité, Onde de Bloch, Condensat fermionique, Liquide de Fermi          | État de la matière (Solide, Liquide, Gaz), Plasma, Condensat de Bose-Einstein, Supercritique, Superfluide), Conducteur, Magnétisme, Auto-organisation                      |

### Théories
Bien que la physique s'intéresse à une grande variété de systèmes, certaines théories ne peuvent être rattachées qu'à la physique dans son ensemble et non à l'un de ses domaines. Chacune est supposée juste, dans un certain domaine de validité ou d'applicabilité. Par exemple, la théorie de la mécanique classique décrit fidèlement le mouvement d'un objet, pourvu que 
- ses dimensions soient bien plus grandes que celles d'un atome ;
- sa vitesse soit bien inférieure à la vitesse de la lumière ;
- il ne soit pas trop proche d'une masse importante ;
- il soit dépourvu de charge électrique.

Les théories anciennes, comme la mécanique newtonienne, ont évolué engendrant des sujets de recherche originaux, notamment dans l'étude des phénomènes complexes (exemple : la théorie du chaos). Leurs principes fondamentaux constituent la base de toute recherche en physique et tout étudiant en physique, quelle que soit sa spécialité, acquiert les bases de chacune d'entre elles.
| Théorie                                 | Grands domaines | Concepts |
| --------------------------------------- | --- | --- |
| Mécanique newtonienne                   | Cinématique, Lois du mouvement de Newton, Mécanique analytique, Mécanique des fluides, Mécanique du point, Mécanique du solide, Transformations de Galilée, Mécanique des milieux continus | Dimension, Espace, Temps, Référentiel, Longueur, Vitesse, Vitesse relative, Masse, Moment cinétique, Force, Énergie, Moment angulaire, Couple, Loi de conservation, Oscillateur harmonique, Onde, Travail, Puissance, Équilibre |
| Électromagnétisme                       | Électrostatique, Électricité, Magnétisme, Équations de Maxwell | Charge électrique, Courant électrique, Champ électrique, Champ magnétique, Champ électromagnétique, Onde électromagnétique |
| Physique statistique et Thermodynamique | Machine thermique, Théorie cinétique des gaz | Constante de Boltzmann, Entropie, Énergie libre, Chaleur, Fonction de partition, Température, Équilibre thermodynamique, Réversibilité                                                                                          |
| Mécanique quantique                     | Intégrale de chemin, Équation de Schrödinger, Théorie quantique des champs | Hamiltonien, Boson, Fermion, Particules identiques, Constante de Planck, Oscillateur harmonique quantique, Fonction d'onde, Énergie de point zéro                                                                               |
| Théorie de la relativité                | Relativité galiléenne, Relativité restreinte, Relativité générale | Principe d'équivalence, Quadrivecteur, Espace-temps, Vitesse de la lumière, Vitesse relative, Invariance de Lorentz |

## Méthode

### Théorie et expérience

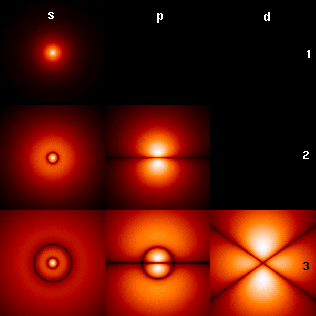
Sections transversales des premières orbitales de l'atome d'hydrogène, le code de couleurs représentant l'amplitude de probabilité de l'électron (noire : amplitude zéro, blanc : amplitude maximale).

Les physiciens observent, mesurent et modélisent le comportement et les interactions de la matière à travers l'espace et le temps de façon à faire émerger des lois générales quantitatives. Le temps — défini par la durée, l'intervalle et la construction corrélative d'échelles — et l'espace — ensemble des lieux où s'opère le mouvement et où l'être ou l'amas matériel, c'est-à-dire la particule, la molécule ou le grain, le corps de matière… ou encore l'opérateur se positionnent à un instant donné — sont des faits réels constatés, transformés en entités mathématiques abstraites et physiques mesurables pour être intégrées logiquement dans le schéma scientifique. Ce n'est qu'à partir de ces constructions qu'il est possible d'élaborer des notions secondaires à valeurs explicatives. Ainsi l'énergie, une description d'états abstraite, un champ de force ou une dimension fractale peuvent caractériser des « phénomènes physiques » variés. La métrologie est ainsi une branche intermédiaire capitale de la physique.
Une théorie ou un modèle — appelé schéma une fois patiemment étayé par de solides expériences et vérifié jusqu'en ses ultimes conséquences logiques — est un ensemble conceptuel formalisé mathématiquement, dans lequel des paramètres physiques qu'on suppose indépendants (charge, énergie et temps, par exemple) sont exprimés sous forme de variables (q, E et t) et mesurés avec des unités appropriées (coulomb, joule et seconde). La théorie relie ces variables par une ou plusieurs équations (par exemple, E=mc2). Ces relations permettent de prédire de façon quantitative le résultat d'expériences.
Une expérience est un protocole matériel permettant de mesurer certains phénomènes dont la théorie donne une représentation conceptuelle. Il est illusoire d'isoler une expérience de la théorie associée. Le physicien ne mesure pas des choses au hasard ; il faut qu'il ait à l'esprit l'univers conceptuel d'une théorie. Aristote n'a jamais pensé calculer le temps que met une pierre lâchée pour atteindre le sol, simplement parce que sa conception du monde sublunaire n'envisageait pas une telle quantification. Cette expérience a dû attendre Galilée pour être faite. Un autre exemple d'expérience dictée nettement par un cadre conceptuel théorique est la découverte des quarks dans le cadre de la physique des particules. Le physicien des particules Gell-Mann a remarqué que les particules soumises à la force forte se répartissaient suivant une structure mathématique élégante, mais que trois positions fondamentales (au sens mathématique de la théorie des représentations) de cette structure n'étaient pas réalisées. Il postula donc l'existence de particules plus fondamentales (au sens physique) que les protons et les neutrons. Des expériences permirent par la suite, en suivant cette théorie, de mettre en évidence leur existence.
Inversement, des expériences fines ou nouvelles ne coïncident pas ou se heurtent avec la théorie. Elles peuvent :
- soit remettre en cause la théorie — comme ce fut le cas du problème du corps noir et des représentations de la lumière qui provoquent l'avènement de la mécanique quantique et des relativités restreinte et générale, de façon analogue à l'ébranlement des fondements du vitalisme en chimie ou de l'effondrement de la génération spontanée en biologie ;
- soit ne pas s'intégrer dans les théories acceptées. L'exemple de la découverte de Neptune est éclairant à ce titre. Les astronomes pouvaient mesurer la trajectoire d'Uranus mais la théorie d'Isaac Newton donnait une trajectoire différente de celle constatée. Pour maintenir la théorie, Urbain Le Verrier et, indépendamment, John Adams postulèrent l'existence d'une nouvelle planète, et d'après cette hypothèse prédirent sa position. L'astronome allemand Johann Gottfried Galle vérifia en septembre 1846 que les calculs de Le Verrier et Adams étaient bons en observant Neptune à l'endroit prédit. Il est clair que l'interprétation de la première expérience est tributaire de la théorie, et la seconde n'aurait jamais pu avoir lieu sans cette même théorie et son calcul. Un autre exemple est l'existence du neutrino, supposée par Wolfgang Pauli pour expliquer le spectre continu de la désintégration β, ainsi que l'apparente non-conservation du moment cinétique ;
- soit enfin, faire naître la théorie de manière purement fortuite (sérendipité) : ainsi le physicien Henri Becquerel découvre la radioactivité en 1895 en stockant par hasard des sels d'uranium près d'une plaque photographique vierge.

### La recherche
La culture de la recherche en physique présente une différence notable avec celle des autres sciences en ce qui concerne la séparation entre théorie et expérience. Depuis le XXe siècle, la majorité des physiciens sont spécialisés soit en physique théorique, soit en physique expérimentale. En revanche, presque tous les théoriciens renommés en chimie ou en biologie sont également des expérimentateurs.
La simulation informatique occupe une place très importante dans la recherche en physique et ce depuis les débuts de l'informatique. Elle permet en effet la résolution approchée de problèmes mathématiques qui ne peuvent pas être traités analytiquement. Beaucoup de théoriciens sont aussi des numériciens.

## Objectif et limites

### Recherche d'un corpus fini et évolution permanente

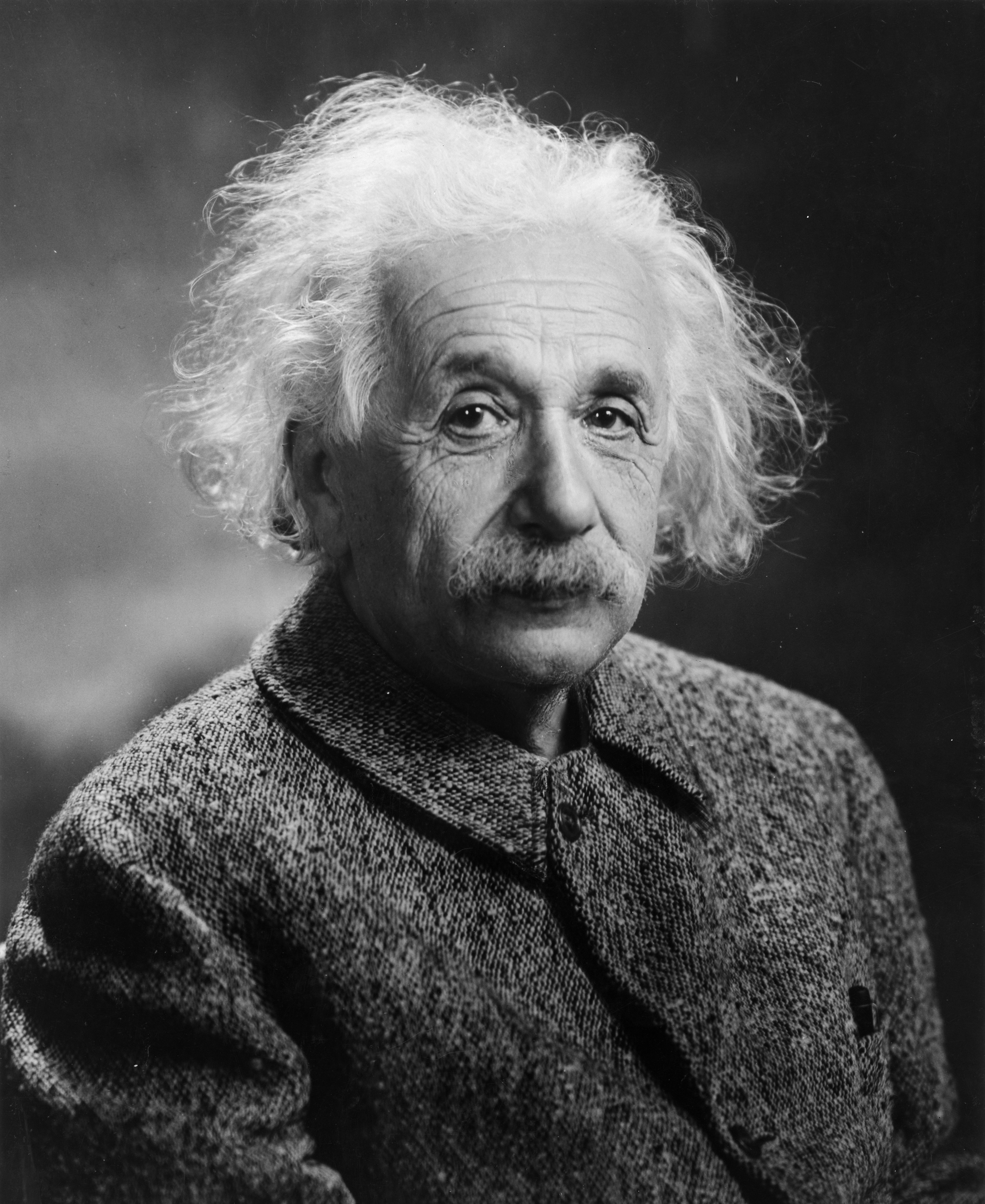
Albert Einstein en 1947.

L'histoire de la physique semble montrer qu'il est illusoire de penser que l'on finira par trouver un corpus fini d'équations qu'on ne pourra jamais contredire par expérience. Chaque théorie acceptée à une époque finit par révéler ses limites, et est intégrée dans une théorie plus large. La théorie newtonienne de la gravitation est valide dans des conditions où les vitesses sont petites et que les masses mises en jeu sont faibles, mais lorsque les vitesses approchent la vitesse de la lumière ou que les masses (ou de façon équivalente en relativité, les énergies) deviennent importantes, elle doit céder la place à la relativité générale. Par ailleurs, celle-ci est incompatible avec la mécanique quantique lorsque l'échelle d'étude est microscopique et dans des conditions d'énergie très grande (par exemple au moment du Big Bang ou au voisinage d'une singularité à l'intérieur d'un trou noir).
La physique théorique trouve donc ses limites dans la mesure où son renouveau permanent vient de l'impossibilité d'atteindre un état de connaissance parfait et sans faille du réel. De nombreux philosophes, dont Emmanuel Kant, ont mis en garde contre toute croyance qui viserait à penser que la connaissance humaine des phénomènes peut coïncider avec le réel, s'il existe. La physique ne décrit pas le monde, ses conclusions ne portent pas sur le monde lui-même, mais sur le modèle qu'on déduit des quelques paramètres étudiés. Elle est une science exacte en ce que la base des hypothèses et des paramètres considérés conduisent de façon exacte aux conclusions tirées.
La conception moderne de la physique, en particulier depuis la découverte de la mécanique quantique, ne se donne généralement plus comme objectif ultime de déterminer les causes premières des lois physiques, mais seulement d'en expliquer le comment dans une approche positiviste. Albert Einstein dit ainsi du travail du physicien que faire de la physique, c'est comme émettre des théories sur le fonctionnement d'une montre sans jamais pouvoir l'ouvrir..

### Recherche de la simplification et l'unification des théories
La physique possède une dimension esthétique,. En effet, les théoriciens recherchent presque systématiquement à simplifier, unifier et symétriser les théories. Cela se fait par la réduction du nombre de constantes fondamentales (la constante G de la gravitation a intégré sous un même univers gravitationnel les mondes sublunaire et supralunaire), par la réunion de cadres conceptuels auparavant distincts (la théorie de Maxwell a unifié magnétisme et électricité, l'interaction électrofaible a unifié l'électrodynamique quantique avec l'interaction faible et ainsi de suite jusqu'à la construction du modèle standard de la physique des particules). La recherche des symétries dans la théorie, outre le fait que par le théorème de Noether en 1915 elles produisent spontanément des constantes du mouvement, est un vecteur de beauté[réf. nécessaire] des équations et de motivation des physiciens et, depuis le XXe siècle, le moteur principal des développements en physique théorique[réf. nécessaire].
Du point de vue expérimental, la simplification est un principe de pragmatisme. La mise au point d'une expérience requiert la maîtrise d'un grand nombre de paramètres physiques afin de créer des conditions expérimentales précises et reproductibles. La plupart des situations dans la nature se présentent spontanément comme confuses et irrégulières. Ainsi l'arc-en-ciel (qui cause un fort étonnement chez le profane) ne peut s'expliquer que par la compréhension de nombreux phénomènes appartenant à des domaines disjoints du corpus physique. Les concepts de la physique sont longs à acquérir, même pour les physiciens. Une préparation du dispositif expérimental permet donc la manifestation d'un phénomène aussi simple et reproductible que possible. Cette exigence expérimentale donne parfois un aspect artificiel à la physique, ce qui peut nuire à son enseignement auprès du jeune public. Paradoxalement, rien ne semble aussi éloigné du cours de la nature qu'une expérience de physique, et pourtant seule la simplification est recherchée.
Au cours de l'histoire, des théories complexes et peu élégantes d'un point de vue mathématique peuvent être très efficaces et dominer des théories beaucoup plus simples. L'Almageste de Ptolémée, fondée sur une figure géométrique simple, le cercle, comportait un grand nombre de constantes dont dépendait la théorie, tout en ayant permis avec peu d'erreur de comprendre le ciel pendant plus de mille ans. Le modèle standard décrivant les particules élémentaires comporte également une trentaine de paramètres arbitraires, et pourtant a été vérifié expérimentalement très précisément. À son tour, les physiciens s'accordent à penser que cette théorie sera sublimée et intégrée un jour dans une théorie plus simple et plus élégante, de la même manière que le système ptoléméen a disparu au profit des théories képlérienne, newtonienne puis relativiste.

## Relations avec d'autres domaines

### La physique et les autres sciences

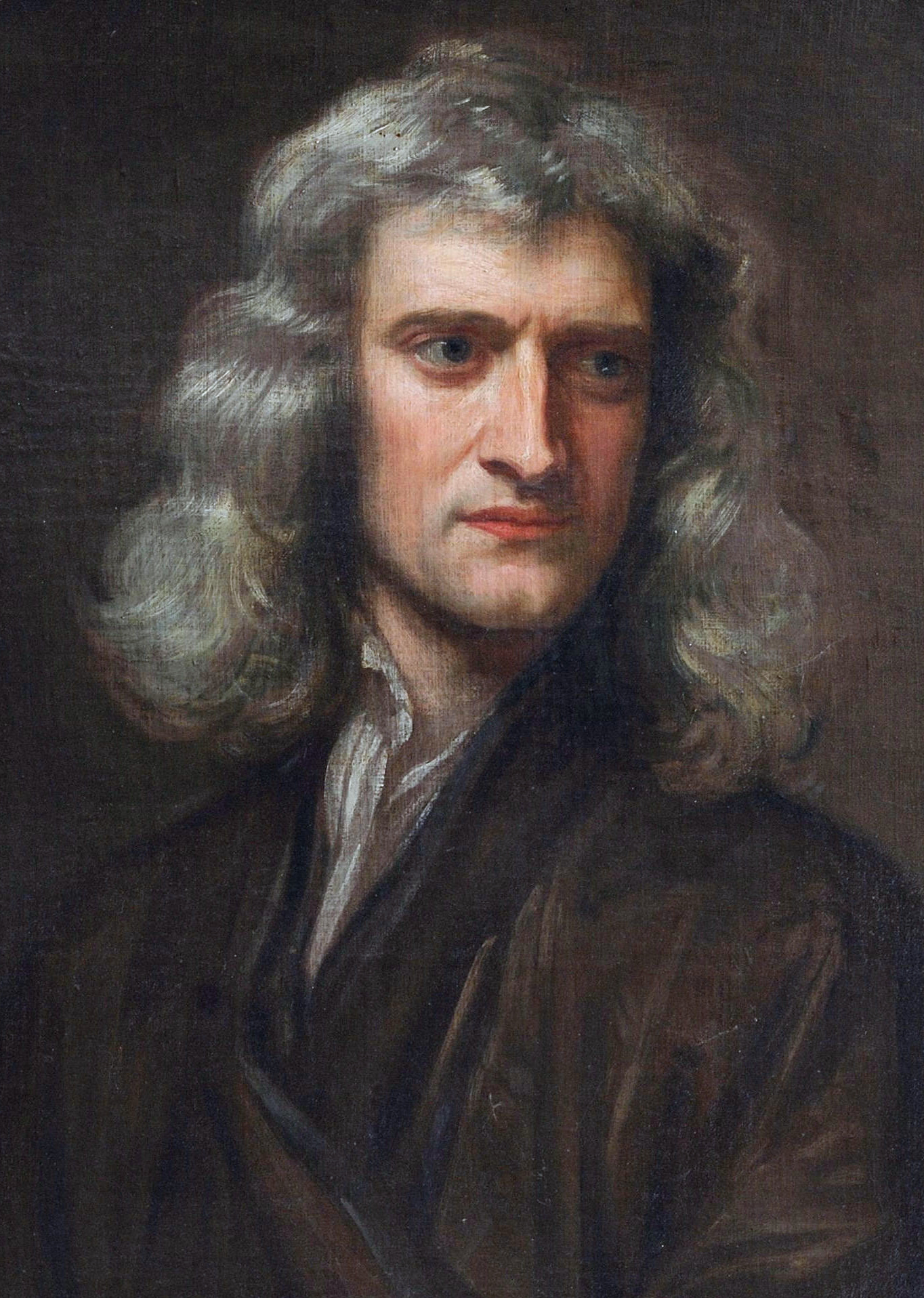
Portrait d'Isaac Newton par Godfrey Kneller en 1689.

La physique moderne est écrite en termes mathématiques, elle a depuis sa naissance eu des relations de couple intense avec les sciences mathématiques. Jusqu'au XXe siècle, les mathématiciens étaient d'ailleurs la plupart du temps physiciens et souvent philosophes naturalistes après la refondation kantienne. De ce fait la physique a très souvent été la source de développements profonds en mathématiques. Par exemple, le calcul infinitésimal a été inventé indépendamment par Leibniz et Newton pour comprendre la dynamique en général, et la gravitation universelle en ce qui concerne le second. Le développement en série de Fourier, qui est devenu une branche à part entière de l'analyse, a été inventé par Joseph Fourier pour comprendre la diffusion de la chaleur.
Les sciences physiques sont en relation avec d'autres sciences, en particulier la chimie, science des molécules et des composés chimiques. Ils partagent de nombreux domaines, tels que la mécanique quantique, la thermochimie et l'électromagnétisme. L'étude des bases physiques des systèmes chimiques, domaine interdisciplinaire, est la chimie physique. Toutefois, les phénomènes chimiques sont suffisamment vastes et variés pour que la chimie reste considérée comme une discipline à part entière.
De nombreux autres domaines interdisciplinaires constituent la physique. L'astrophysique est à la frontière de l'astronomie, la biophysique est à l'interface avec la biologie. La physique statistique, les microtechnologies et les nanotechnologies fortement multidisciplinaires comme les MOEMS sont également interdisciplinaires.

### La physique et la technique

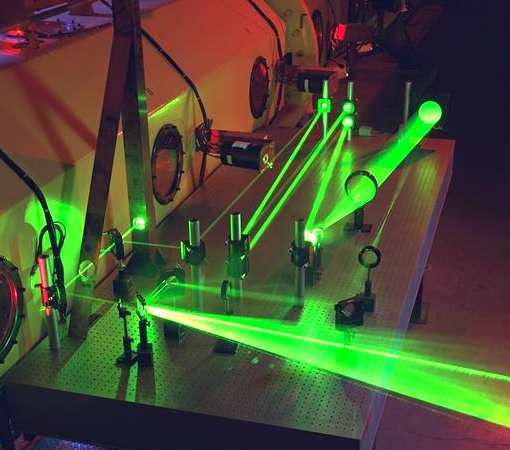
Rayon laser à travers un dispositif optique.

L'histoire de l'humanité montre que la pensée technique s'est développée bien avant les théories physiques. La roue et le levier, le travail des matériaux, en particulier la métallurgie, ont pu être réalisés sans ce qu'on appelle la physique. L'effort de rationalité des penseurs grecs puis arabes, le lent perfectionnement des mathématiques du XIIe au XVIe siècle, et le moindre poids de la scolastique ont permis les avancées remarquables du XVIIe siècle. La physique a pu révéler sa profondeur conceptuelle[réf. nécessaire]. Les théories physiques ont alors souvent permis le perfectionnement d'outils et de machines, ainsi que leur mise en œuvre.
Le XXe siècle voit la multiplication de technologies directement issues de concepts théoriques développés à partir des avancées de la physique de leur époque. Le cas du laser est exemplaire : son invention repose fondamentalement sur la compréhension, par la mécanique quantique, des ondes lumineuses et de la linéarité de leurs équations. La découverte de l'équation d'équivalence masse énergie ouvre la voie au développement des bombes A et H, ainsi qu'à l'énergie nucléaire civile. De même l'électronique en tant que science appliquée modifie profondément le visage de nos sociétés modernes à travers la révolution numérique et l'avènement de produits comme le téléviseur, le téléphone portable et les ordinateurs. Elle s'appuie sur l'électromagnétisme, l'électrostatique ou la physique des semi-conducteurs. La technique d'imagerie médicale IRM s'appuie sur la découverte des propriétés quantiques des noyaux atomiques.

## Physique et société

### Physique et genre
Le monde de la physique a longtemps été dominé par des hommes et, au début du XXIe siècle, malgré quelques incitations et messages montrant que les filles ont autant leur place que les garçons dans ce domaine, la désaffection des filles pour les études de physique semble persister dans de nombreux pays. En outre, selon une étude récente aux États-Unis, la plupart des étudiantes en physique subissent diverses formes de harcèlement sexuel (allant de blagues déplacées aux sollicitations sexuelles). Près de 75 % des diplômées en physique disent en avoir été victimes au travail ou en étudiant sur le terrain. Une enquête menée auprès d'étudiantes participant à une série de conférences américaines pour les femmes étudiant la physique (en premier cycle) a révélé que, sur 455 répondantes, 338 disent avoir subi une forme de harcèlement sexuel.[réf. nécessaire]
En France, les filles sont nombreuses (70 %) à s'engager vers la Classe préparatoire biologie, chimie, physique et sciences de la Terre (BCPST) en restant minoritaires dans les autres préparations scientifiques (Pons, 2007). Leur attrait pour le « bio-véto » reste bien plus marqué que pour la physique, probablement en raison d'une transmission sociale des stéréotypes de genre. En 1989, Archer et Freedman ont montré que du point de vue scolaire, pour les parents et enseignants, les matières telles que la mécanique, la physique, la chimie et les mathématiques étaient encore considérées comme « masculines », pendant que l'anglais, la biologie, la psychologie, le français et la sociologie étaient jugées être des matières « féminines ».
En 2022, les biographies de soixante-quinze physiciennes françaises, dont un grand nombre ont reçu les distinctions du CNRS et d'autres institutions prestigieuses, montrent l'étendue de leurs champs de recherche. Ces biographies sont consultables dans Wikipédia.
Donna Strickland, physicienne canadienne, est la troisième femme récompensée par le Prix Nobel de physique après Marie Curie en 1903 et Maria Goeppert-Mayer en 1963.

### Vulgarisation
La vulgarisation en physique cherche à faire comprendre les principes et objets physiques sans utiliser de termes ou concepts non expliqué préalablement. De nombreuses équipes participent régulièrement à des rencontres entre le grand public et les chercheurs, où différents sujets et résultats scientifiques sont expliqués. Elle est devenue en Europe un enjeu sociopolitique important au moment de la révolution française et plus encore avec la révolution industrielle. Les chercheurs en physiques ont aussi une mission de vulgarisation, par exemple ceux du CNRS en France, mais l'essentiel de la vulgarisation se fait progressivement à travers l'école et l'enseignement pour l'acquisition des savoirs de base (qui ont beaucoup évolué depuis deux siècles) puis à travers les médias tout au long de la vie.
En complément de la littérature de vulgarisation scientifique et du travail (publications, conférences...) de certaines sociétés savantes puis des expositions universelles ; après que la radio puis la télévision aient participé à cette vulgarisation ; à partir des années 1990, les technologies de l'information et de la communication puis le Web 2.0 ont bouleversé la vulgarisation scientifique (et de la physique en particulier). Aujourd'hui, de nombreux sites internets permettent de trouver toutes les informations utiles, du niveau basique à celui de l'expertise et la visualisation de données a beaucoup progressé.
Certains musées se sont spécialisés dans le domaine de la physique, avec par exemple en France le Palais de la découverte
Dans la sphère de l'éducation universitaire, Richard Feynman a permis par ses ouvrages de construire ex nihilo une expérience empirique de la physique moderne.